# マチェテ

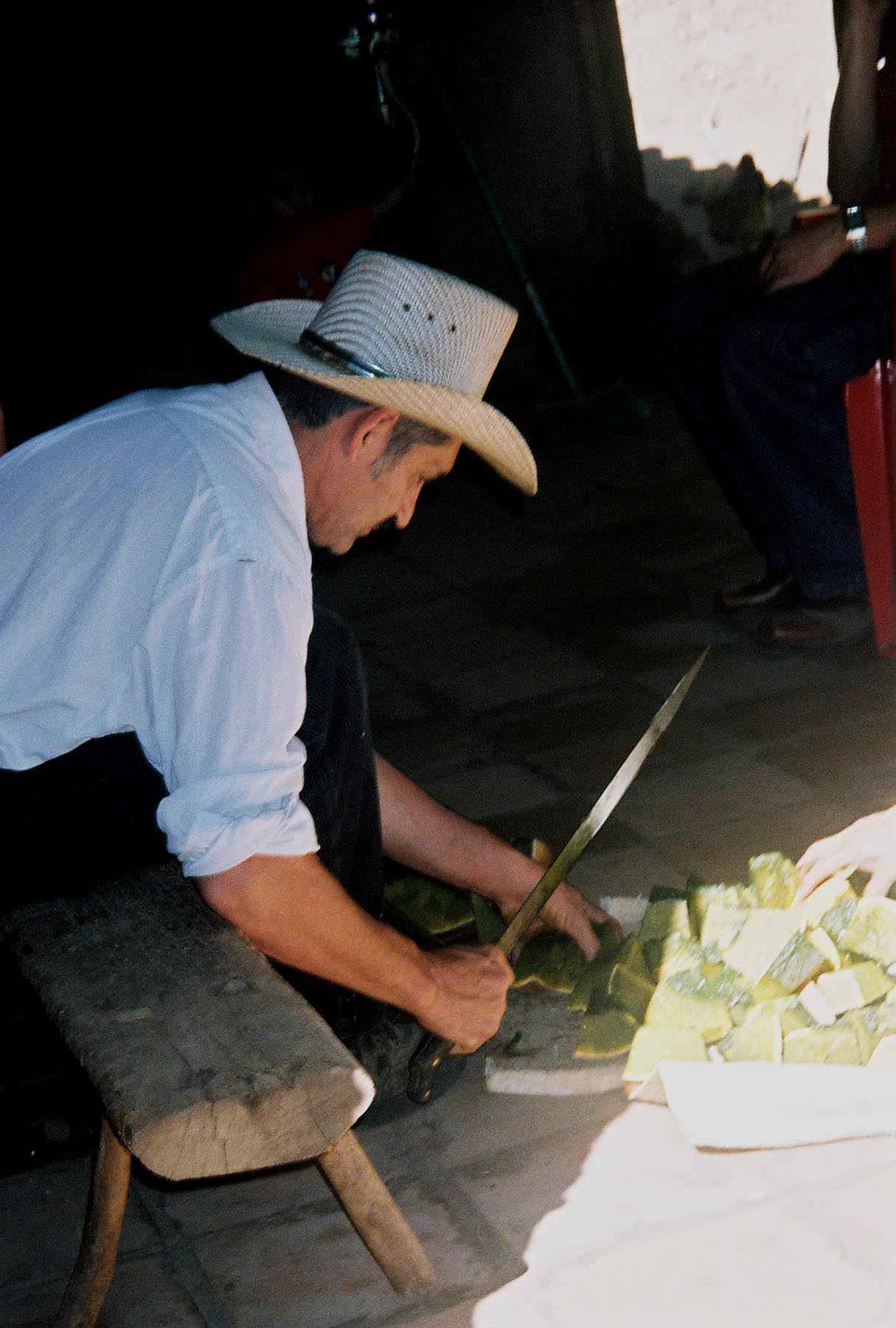
エルサルバドルにおいて使用されているマチェーテ

マチェテ（machete）は、中南米の現地人が使う山刀のスペイン語による呼称である。マチェット、マシェット、マシェティは、同様の刃物に対する英語による呼称である。
この種の刃物は広く世界的に分布し、日本では「蛮刀」や「山刀」と呼ばれる等、その呼び名もまちまちであるが、本項においては広く世に知られている「マチェーテ」「マシェット」として説明をする。

## 概要
主として農業や林業で用いられる刃物で、代表的なものとして、
1. カリブ海や中南米、東南アジアなど熱帯雨林でブッシュ（藪）を刈り払いながら進むために長く薄く作られたタイプ
2. サトウキビ畑やバナナ園、ヤシ園などにおいて、農作物の収穫に用いる道具として刀身が短く作られたタイプ
3. 密林地帯などを戦場として派遣される兵士に支給される官給品

などがあり、それぞれの用途に応じて刃長・ハンドル素材・形状などには多くのバリエーションがある。

## 構造

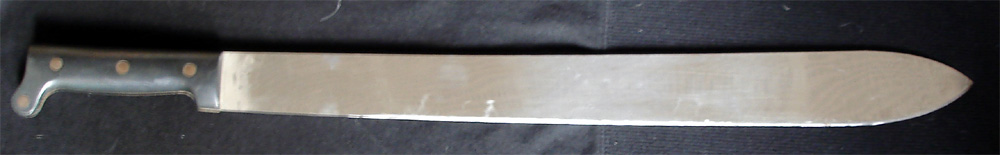
ラテンアメリカのマチェテ

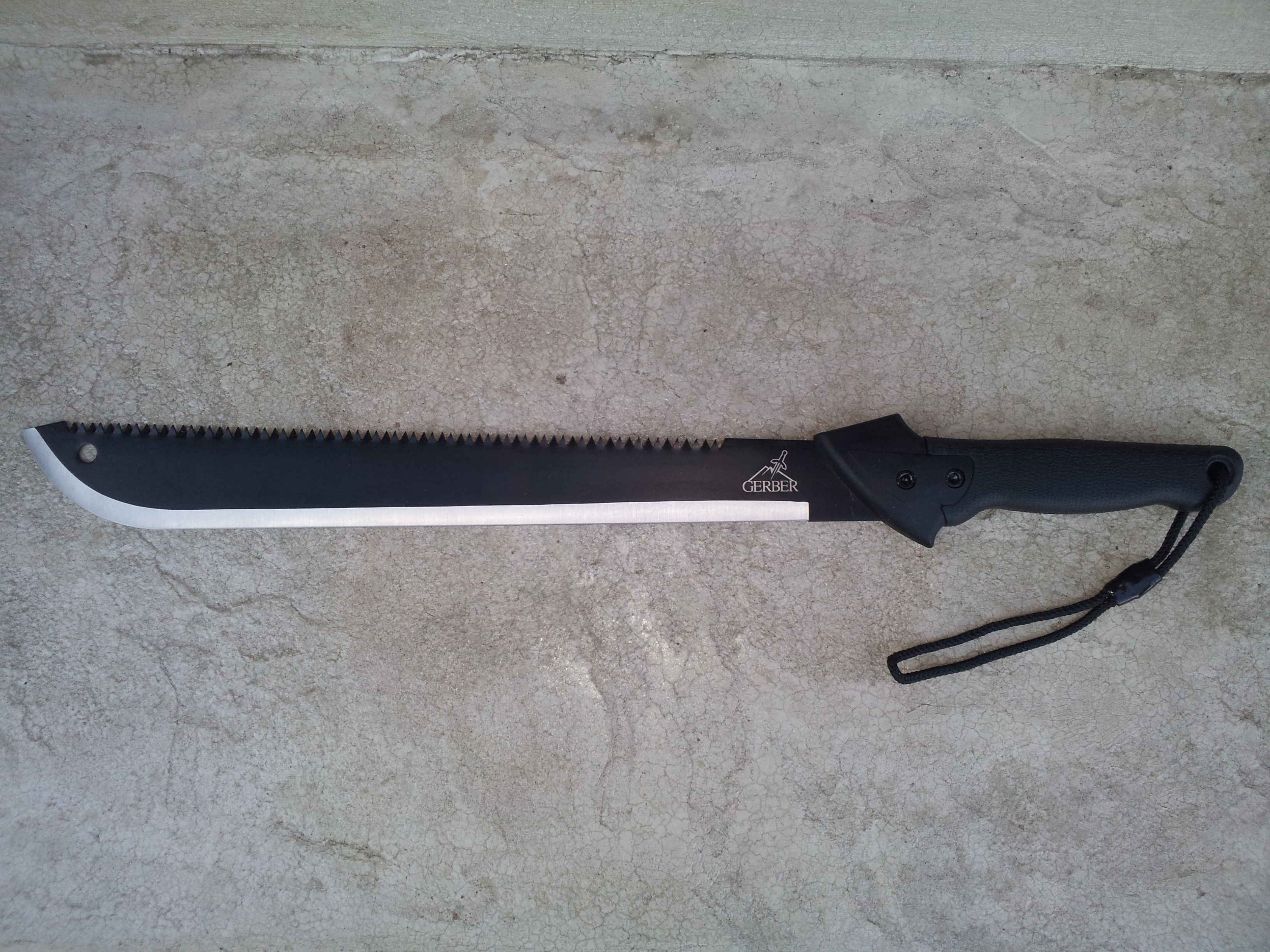
ガーバーのマチェテ

草などを数多くなぎ払う作業に主眼を置いて特化した刃物であり、刀身は厚みが3ミリメートル前後と薄い物が多く、使用者が肉体的に疲労しにくいよう軽量に作られているため、折損・破壊の観点から相応の強度と重量を要する薪割りや伐採など重作業への使用には耐えない。
マチェーテの刀身は通常の刃物より粘り強くなるように焼戻しの熱処理が強めに施されており、小型のナイフなどに比べて刀身が柔らかく、折れにくいように作られている。
軍用の官給品として納入実績のあるONTARIO社製のマチェーテも炭素鋼で作られた製品であるが、防錆性と戦闘時の被視認性の観点からエッジ（刃体）以外は艶消しで黒くコーティングされている。

## 日本におけるマチェーテ
日本国内で市販されているマチェーテは、一般に刃付けが施されていない状態で流通しているため、切れ味を求める場合は購入者が適宜研いで刃を付ける必要がある。

### 日本で流通している主なマチェーテ
写真の2本の長さのものが一般的で、各社とも長めのものと短めのものがある。
- プレシシオン マチェーテは、鞘が布製の短刀タイプ。形状はスタンダードなものである。オンタリオよりも刀身が厚いので撓まない。グリップは木製なので、自分の手に馴染むように加工しやすい。

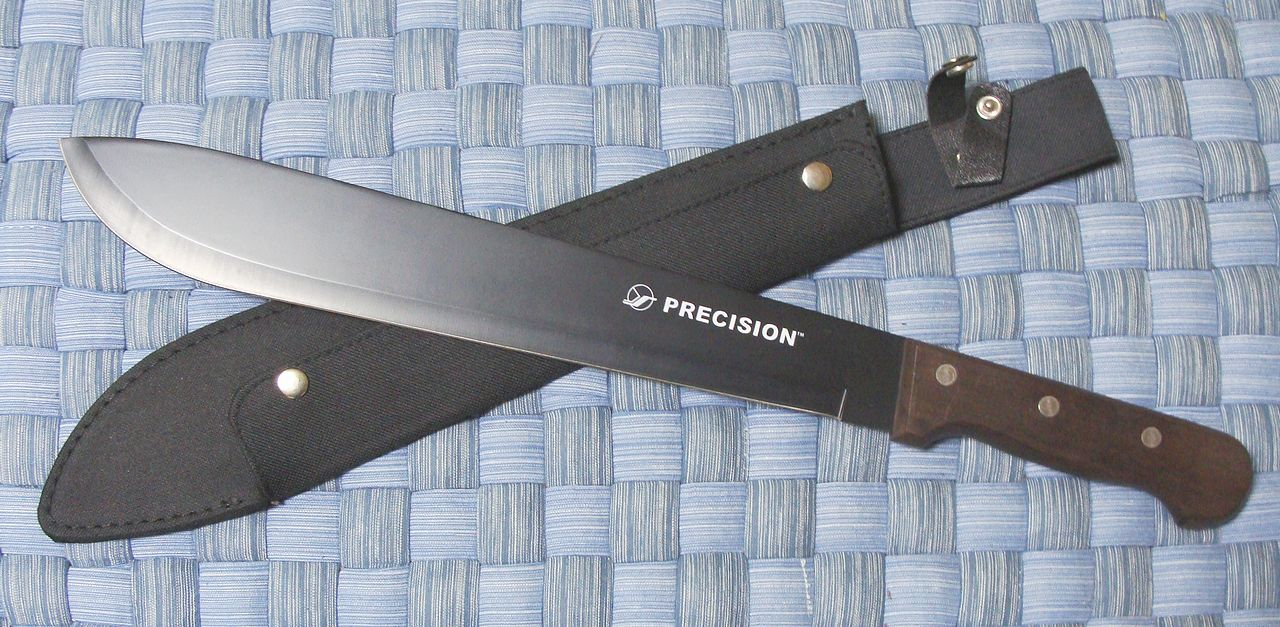
プレシシオン マチェーテ

- オンタリオ US マチェーテは、アメリカ軍も使用しているジャングルマチェーテで、写真は全長59センチメートルのもので、鞘に砥石が取り付けられており、マチェーテを抜き出すと刃が自動的に砥がれる。グリップは樹脂製で滑り易く、実用を重視するユーザーはグリップにラケットの滑り止めテープを巻くなどのテーピングを施す事が多い。また、樹脂製の鞘の場合はパラシュート・コードなどを巻いておき、毒蛇などに噛まれた場合の止血帯代わりや、軍用ポンチョを用いての簡易テント設営などに利用する。刃の峰（背）に鋸歯状の加工が施されている物とそうでない物があるが、すぐに目詰まりするなど鋸歯の能力は本来のノコギリと比較した場合、概して低いものが多い。

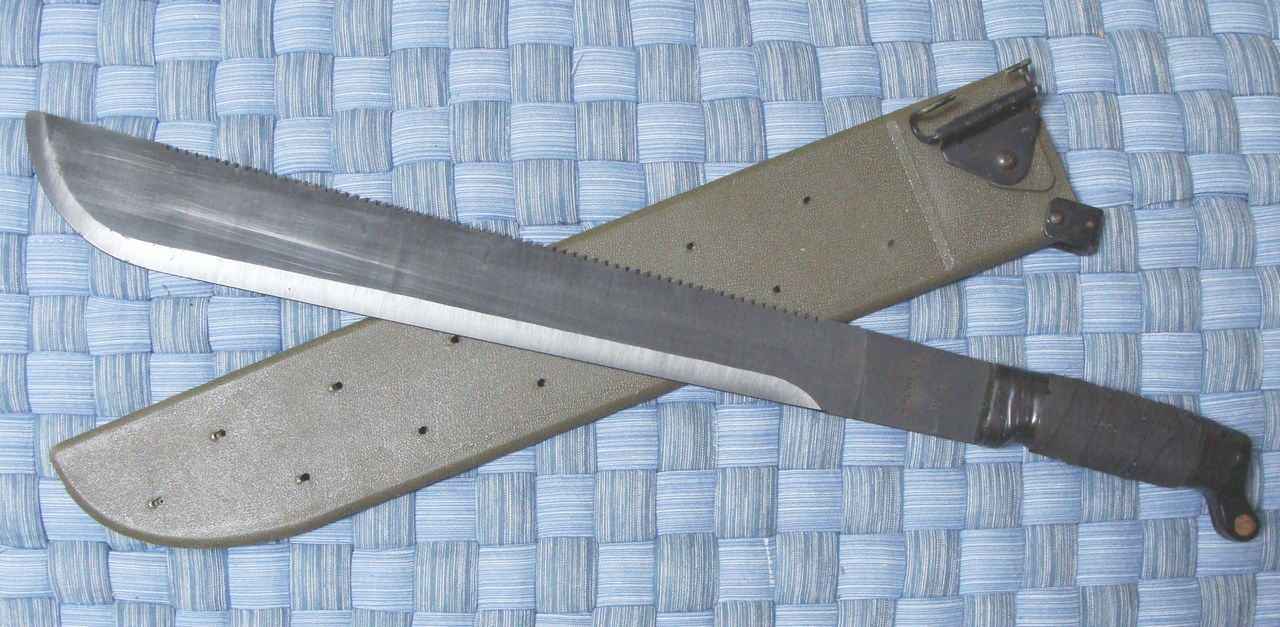
オンタリオ US マチェーテ